# Case IH
'Case' je brend poljoprivredne opreme. Stvoren je 1985. godine, kada je Tenneco kupio poljoprivredno dobro International Harvester i spojio ga sa svojom J.I. Case kompanijom. Danas je u vlasništvu CNH Industrial, koji finansijski kontroliše Italijanska, investiciona kompanija Ekor, koja pripada Anjeli porodici.

## Proizvodi
Case nudi poljoprivrednu opremu, finansijske usluge, kao i delove i servisnu podršku za poljoprivrednike i komercijalne operatore preko mreže dilera i distributera.
Delatnost firme uključuje proizvodnju traktora; berača i kombajna; kosačica i silo-kombajna; mašina za obradu alata; sadnih i semenskih sistema; prskalica i aplikatora; i site-specific poljoprivrednih alatki. Case ih je osvojio brojne nagrade AE50 iz Američkog udruženja poljoprivrednih i bioloških inženjera, Asabe, za svoje proizvode.
Neki od modela najpoznatije opreme CASE IH uključuju Aksijalne Flov , Magnum traktori, STEIGER i Farmall.

## Istorija
Case ih istorija počinje 1842. kada je Džerom osnovao proizvodnju Racine vršalica. 1869. proširio je posao na proizvodnju parnih motora i, 1886, postao je najveći svetski proizvođač parnih motora. Osnivač kompanije je umro 1891.
1892, postaje prva kompanija za proizvodnju traktora sa dizel pogonom
1911. godine, J.I. Kompanija je imala tri proizvedena traktora Indianapolis 500.
Godine 1967, Tenneco kupuje J.I., nastavljajući da plasira proizvode na tržište pod imenom Case.
Godine 1973, oni su kupili britansku fabriku traktora David Brovn, i iskoristili ovu akviziciju za ulazak traktora na tržište Velike Britanije.
Godine 1984, Tenneco je preuzeo kontrolu nad International Harvester International Harvester-a] poljoprivredne kompanije. Oni su promenili ime brenda u Case International prvobitno, a zatim skraćeno u Case IH. International Harvester je bio u ekonomskim previranjima od 1980. godine, ali je i dalje jedan od najvećih proizvođača traktora u svetu. Spajanje dve firme, nudi kompletnu liniju poljoprivredne opreme i verovatno spasao obe kompanije da postanu žrtve poljoprivredne recesije 1980. godine.
Godine 1986, Case je kupio Steiger Traktor i počeo proizvodnju svojih 4-Vheel Drive traktora pod nazivom Case IH.
Godine 1987, Case je objavio Case IH Magnum seriju, stvaranje prvog traktora i International Harvester zajedno
Godine 1989, Case je objavio prvi traktor u MKSM seriji
Godine 1995, Case postaje prvi poljoprivredni proizvođač koji je razvio Napredne poljoprivredne sisteme sa globalnom tehnologijom pozicioniranja
Godine 1997, Case je preuzeo  Fortschritt. Fortschritt je bio Istočna Nemačka marka traktora, kombajna i ostalih poljoprivrednih mašina u Neustadt, Saksoniji.
Godine 1999, Case je spojen sa Case A. i formira novo matično društvo, CNH Globalno. Većinski vlasnik CNH Global je Fiat Industrija.
2005. STKS500 STEIGER traktor Kuadtrac postavio je svetski rekord oranja 792 hektara poljoprivrednog zemljišta u samo 24 sata
U ovom trenutku, CNH Global nastavlja da proizvodi traktore Case. Svi Case mogu koristiti (B5) biodizel odobrenih dobavljača i skoro polovina od svih modela prodatih širom sveta su odobreni, nakon odgovarajućeg protokola, za 100 procenata biodizela (B100).

## Lokacije fabrika
- Benson, Minnesota - Kombajni za pamuk
- Ferreyra, Argentina - Puma traktori[5]
- Curitiba, Brazil - Farmall, Maxxum i Magnum Traktori
- Grand Island, Nebraska - Kombajni
- Jesi, Italy - Traktori
- Fargo, North Dakota - Traktori
- Piracicaba, Brazil - Berači i sejalice za kafu
- Racine, Wisconsin - Traktori
- Saskatoon, Saskatchewan - Delovi za kombajne
- Sorocaba, Brazil - 7230, 8230 and 9230 Kombajni
- St. Valentin, Austria - Traktori
- Basildon, England - Traktori
- Goodfield, Illinois - Oprema za setvu
- New Holland, Pennsylvania - Balirke
- TürkTraktör, Türkiye - Traktori
- New holland India Pvt limited - Traktori
- Burr Ridge, Ilinois
- HEPCO, Iran - Kombajni za šećernu repu

## Galerija
- Case IH 3594 tractor
- Case IH Magnum 275 AFS tractor
- Case IH Steiger STX 480 tractor
- Case IH AFS 600 QuadTrac
- Case IH AFX 8010 combine
- Case IH Axial-Flow AFX 9120 combine

## Spoljašnje veze
- Official Website
- Case Construction division of CNH
- New Holland division of CNH
- List of CaseIH tractor models